# Cento Camerelle
Le Cento Camerelle (en français, « Cent Chambres »), est un complexe archéologique de la Rome antique qui est situé dans la commune de Bacoli, ville métropolitaine de Naples en Campanie,.
Il s'agit d'un système d'eau équipé de deux citernes, une à l'étage supérieur et l'autre à l'étage inférieur, construites à des époques différentes.

## Historique

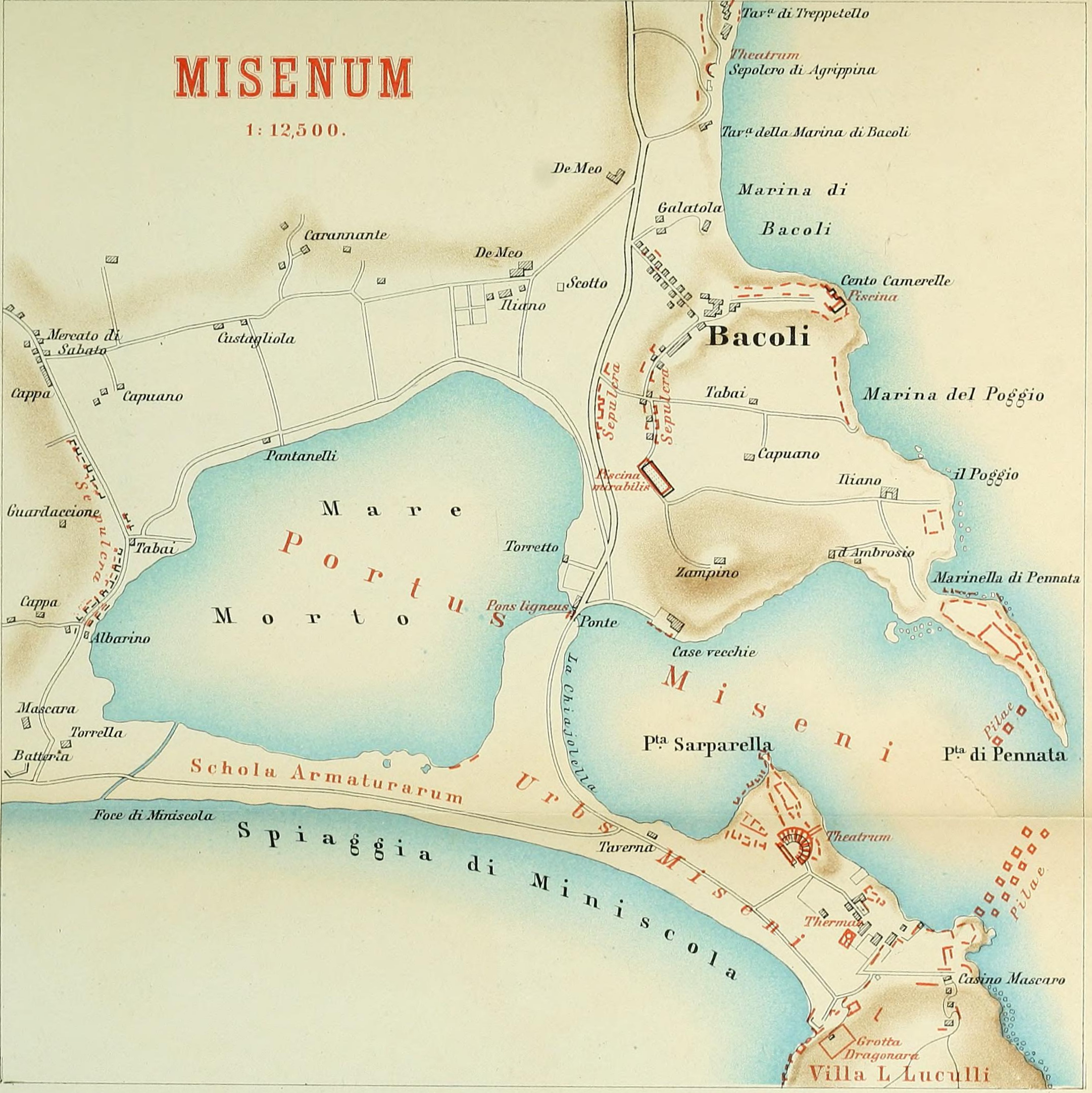
Carte de l'ancienne Misenum (D'après Karl Julius Beloch, 1890).

Il s'agissait d'un bâtiment appartenant initialement au consul romain Quintus Hortensius Hortalus. Le bâtiment fut ensuite acheté par Antonia la Jeune (Antonia Minor), mère de l'empereur Claude. 
Elle appartiendra plus tard à Néron, et enfin à Vespasien. 
Construite à l'époque de la République romaine à Misenum, elle surplombe la baie de Naples. Le nom actuel lui a été donné à la fin du XVIIe siècle et à la même époque, il a été reconnu sous le nom de « Prison de Néron ».

## Description

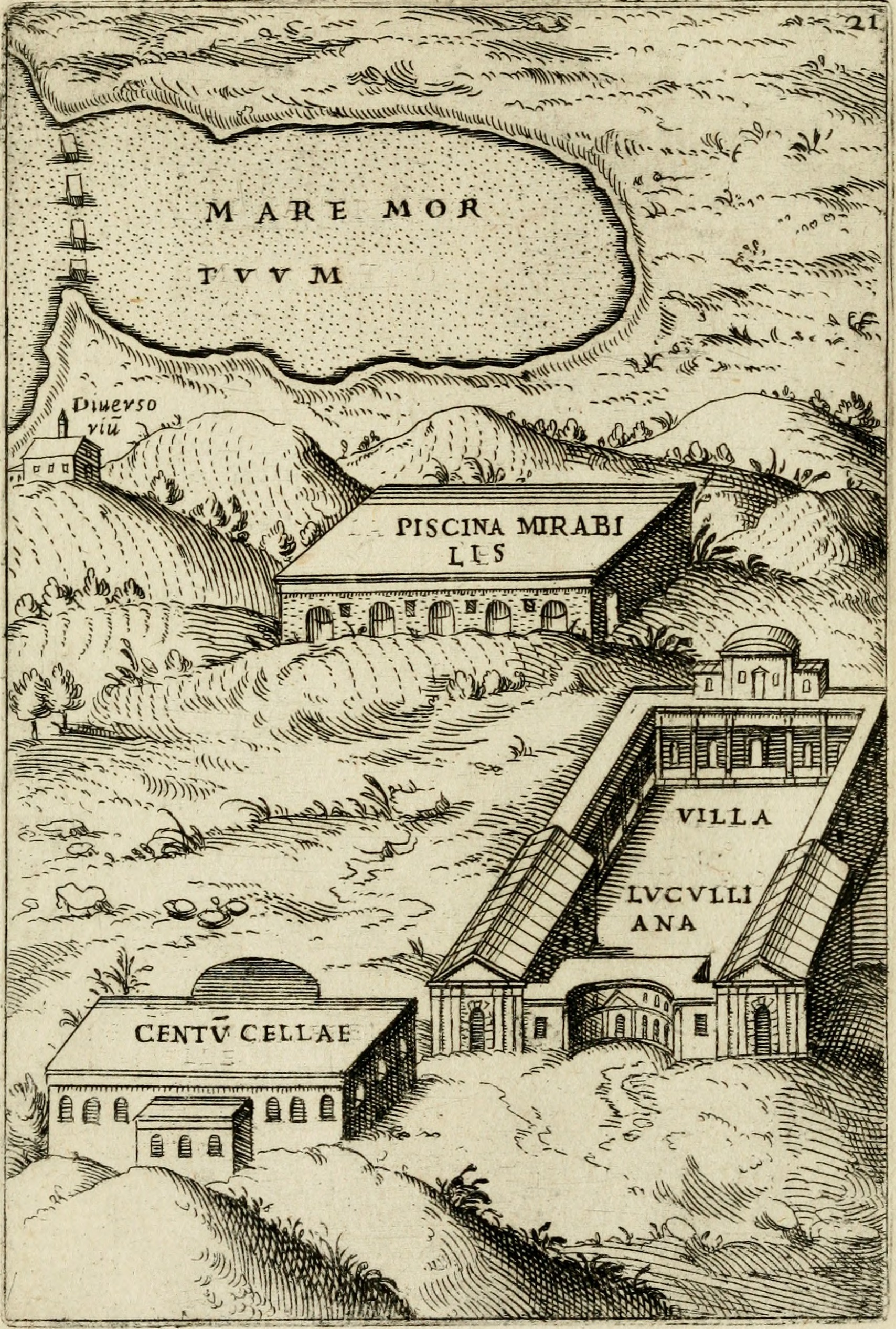
Position de Centum Cellae, Piscina mirabilis.

Le bâtiment a un plan rectangulaire et se compose de nombreuses pièces, réparties en hauteur sur trois à quatre étages entièrement creusés dans le tuf. La structure des murs est en opus reticulatum et, comme les piliers semblables à ceux de la Piscina mirabilis de Misène, est recouverte d'un matériau imperméabilisant. Structuré en une série de citernes, il se caractérise par deux parties superposées appartenant à des époques différentes.
Le bâtiment supérieur possède une grande citerne d'époque impériale  du type « chambre avec voûte en berceau ». Les quatre nefs, également voûtées en berceau, sont creusées à 2 m dans le tuf. L'ensemble de l'étage supérieur remonte au Ier siècle.
Au niveau inférieur, il est possible d'identifier un réseau de tunnels pour l'approvisionnement en eau, datant de l'époque républicaine. Un couloir surplombe la mer du golfe de Pouzzoles. 
À flanc de colline, on trouve des vestiges d'anciennes structures romaines (nymphées ou autres structures, en partie immergées).
- Nymphée de Punta Epitaffio
- Parc submergé de Baïes